# Spurgia macrorrhizae
Spurgia macrorrhizae är en tvåvingeart som beskrevs av Fedotova 1996. Spurgia macrorrhizae ingår i släktet Spurgia och familjen gallmyggor. Inga underarter finns listade i Catalogue of Life.